# Madejówka (Miłków)
Madejówka – zniesiona część wsi Miłków w Polsce, położona w województwie świętokrzyskim, w powiecie ostrowieckim, w gminie Bodzechów.
Nazwę zniesiono z 2025 r.
W latach 1975–1998 Madejówka administracyjnie należała do województwa kieleckiego.